# Sanctórum (Tlaxcala)
Sanctórum es una localidad del estado mexicano de Tlaxcala. Es cabecera del municipio de Sanctórum de Lázaro Cárdenas.

## Demografía
| Censo | Población |
| ----- | --------- |
| 1900  | 606       |
| 1910  | 722       |
| 1921  | 883       |
| 1930  | 1 220     |
| 1940  | 1 403     |
| 1950  | 2 094     |
| 1960  | 2 501     |
| 1970  | 2 591     |
| 1980  | 2 753     |
| 1990  | 3 604     |
| 1995  | 3 953     |
| 2000  | 4 137     |
| 2005  | 4 297     |
| 2010  | 4 731     |
| 2020  | 5 259     |